# Tony Sneazwell
Tony Sneazwell, född 4 oktober 1942, är en friidrottare från Australien. Han deltog vid olympiska sommarspelen 1964 och olympiska sommarspelen 1968.